# Палиха (деревня)
Палиха — деревня в Осташковском городском округе Тверской области.

## География
Находится в западной части Тверской области на расстоянии приблизительно 28 км на запад по прямой от города Осташков на восточном берегу озера Стерж в заливе Хотижа.

## История
Деревня была показана ещё на карте Менде (состояние местности на 1848 год). В 1859 году здесь (деревня Осташковского уезда) было учтено 5 дворов, в 1939 — 25. До 2017 года входила в Хитинское сельское поселение Осташковского района до их упразднения. В деревне расположена база отдыха «Три озера».

## Население
Численность населения: 37 человек (1859 год), 1 (русские 100 %) в 2002 году, 1 в 2010.